# Континентальный климат

Регионы континентального климата

Континентальный климат — тип климата, характеризующийся стабильно жарким летом, стабильно морозной зимой и малым количеством осадков. Он формируется в результате преобладающего воздействия на атмосферу крупных массивов суши. Этот тип климата характерен для внутренних регионов материков. 
Континентальный климат является господствующим на значительной части территории России, Украины, Казахстана, Узбекистана, Монголии, северо-востока Китая и внутренних регионах США и Канады. Материком с наибольшим распространением континентального климата является Евразия. Такой тип климата приводит к образованию степей и пустынь, так как большая часть влаги морей и океанов не доходит до внутриконтинентальных регионов.

## Континентальный климат умеренных широт

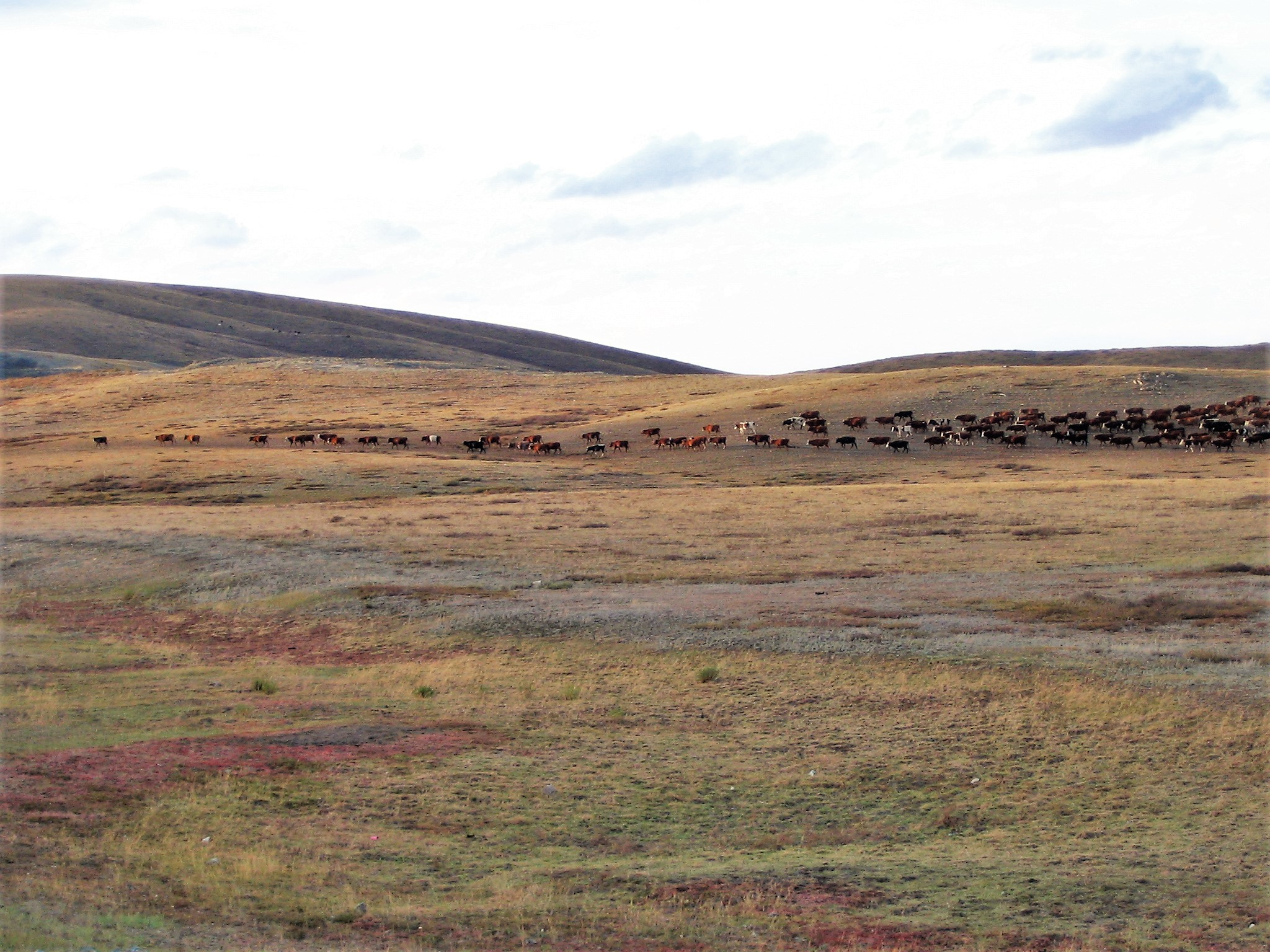
Степь в Казахстане

В умеренных широтах для континентального климата характерны большая годовая амплитуда температуры воздуха (жаркое лето и холодная зима), а также значительные изменения температуры в течение суток (особенно в переходные сезоны). От морского климата континентальный отличается пониженной средней годовой температурой и влажностью, в некоторых случаях увеличенной запылённостью воздуха. Для континентального климата характерна достаточно малая облачность и малое годовое количество осадков, максимум которых приходится на лето. Часты сильные ветры, в сильно засушливых районах случаются пыльные бури.

## Континентальный климат тропиков
В континентальном климате тропиков годовые колебания температуры воздуха не так велики, как в умеренных широтах, а осадков выпадает мало или очень мало.
Континентальный климат в тропических широтах обычно приводит к возникновению пустынь и полупустынь. Лето в пустынях чрезвычайно жаркое (до 55 градусов тепла), зимой иногда бывают заморозки. Средняя температура самого прохладного в году месяца обычно выше +15 градусов, летом среднемесячная температура может доходить до +40 градусов и выше.

## Континентальный климат полярных широт
В полярных широтах для континентального климата характерны большие годовые колебания температуры воздуха. Лето тёплое, но короткое, а зима крайне морозная и длительная. Так, например, в континентальном климате Якутии, Эвенкии и континентальных районов Магаданской области температура в январе в некоторых населённых пунктах может опуститься ниже −65 °C (Батамай, Верхоянск, Делянкир, Иэма, Кочумдек, Малый Туостах, Оймякон, Покровск, Северо-Енисейский, Тембенчи, Томтор, Тура, Харбалах, Хонуу, Чурапча). При этом среднемесячная температура самого холодного месяца вблизи полюса холода доходит до -54 °C.

## Связь с другими типами климата
Континентальный климат может в ослабленном виде распространяться и на ближайшие к материкам части океанов при поступлении воздушных масс с материка на территорию над океаном в течение всего года. Континентальный климат отличается от муссонного климата, формирующегося благодаря преобладающему влиянию континентальных воздушных масс зимой и морских воздушных масс — летом. Между морским и континентальным климатом существуют постепенные переходы, например климат Западной Европы преимущественно морской, Европейской части России — умеренно континентальный, Восточной Сибири — резко континентальный, Дальнего Востока — муссонный.